# Giovanni Francesco Negroni
Giovanni Francesco Negroni (Gênova, 3 de outubro de 1629 - Roma, 1º de janeiro de 1713) foi um cardeal do século XVII

## Biografia
Nasceu em Gênova em 3 de outubro de 1629. De família senatorial. O mais velho dos seis filhos de Giovanni Battista Negroni e Placida Gentile. Seu primeiro nome também está listado como Giovanni Francesco; e seu sobrenome como Negorne. Tio-avô do cardeal Giovanni Battista Spinola (1733).
Estudou na Universidade de Perugia, onde obteve o doutorado.
Governador das cidades de Terni, Fabriano, Jesi, Spoleto, Frosinone e Orvieto (1664), e vice-legado nas províncias de Romandiola, Umbria e Capagna, no pontificado do Papa Alexandre VII. Clérigo da Câmara Apostólica e presidente da Annona , 1669. Tesoureiro geral da Câmara Apostólica, 1681.
Criado cardeal diácono no consistório de 2 de setembro de 1686; recebeu o chapéu vermelho e a diaconia de S. Cesareo em Palatio, 30 de setembro de 1686.
Eleito bispo de Faenza, 7 de julho de 1687. Consagrado, 20 de julho de 1687, Roma, pelo cardeal Marcantonio Barbarigo, arcebispo-bispo de Corneto e Montefiascone, coadjuvado por Giovanni Battista Spinola, bispo de Luni e Sarzana, e por (sem informações encontradas ). Legado em Bolonha, 10 de novembro de 1687. Participou do conclave de 1689, que elegeu o Papa Alexandre VIII; teve que deixar o conclave por motivo de doença em 4 de outubro de 1689. Participou do conclave de 1691, que elegeu o Papa Inocêncio XII. Optou pela ordem dos cardeais presbíteros e pelo título de S. Maria in Aracoeli, em 2 de janeiro de 1696. Renunciou ao governo de sua diocese, Faenza, em 11 de novembro de 1697. Participou do conclave de 1700, que elegeu o Papa Clemente XI.
Morreu em Roma em 1º de janeiro de 1713, às 8h, em seu palácio romano. Exposto na igreja jesuíta de Santissimo Nome di Gesù , em Roma, onde ocorreu o funeral em 3 de janeiro de 1713, e sepultado na capela de S. Francesco Saverio , que ele havia erguido, naquela igreja.